# Hendrik Verschuir
Hendrik Verschuir (gedoopt Sleen, geboren in Zuidsleen, 14 maart 1789 - Groningen, 15 april 1813) was een Nederlandse maire (burgemeester).

## Leven en werk
Verschuir, lid van de familie Verschuir, was een zoon van de schulte van Sleen en Zweeloo Hendrik Jan Verschuir en Gepke Durleu. Verschuir werd geboren in het schultehuis, het Verschuirhuis, in Sleen. Zijn vader was een patriottisch gezinde bestuurder. Na de inval van de Pruisen onder leiding van Frederik Willem II werd zijn vader als schulte afgezet, maar het gezin bleef aanvankelijk nog het schultehuis in Sleen bewonen. In 1793 verkocht zijn vader het huis aan de nieuwe schulte van Sleen en daarna verhuisde het gezin naar Groningen, waar zijn vader aan de oostzijde van de Herestraat een huis had gekocht.
Verschuir studeerde rechten aan de Universiteit van Groningen en promoveerde aldaar in 1810 tot doctor in de rechten. Hij vestigde zich na zijn studie als advocaat. In 1811 werd hij op 22-jarige leeftijd, benoemd tot maire van Borger, omdat er ter plaatse niemand anders geschikt was om deze functie te vervullen. Al snel na de aanvaarding van zijn functie werd hij ziek en was hij niet meer in staat om zijn werk te verrichten. Hij werd in 1813 opgevolgd door zijn adjunct, de plaatselijke logementhouder, Rudolphus Mantingh. Verschuir overleed spoedig daarna in Groningen, de woonplaats van zijn ouders.
- International Standard Name Identifier: 0000 0003 8887 3713
- Nederlandse Thesaurus van Auteursnamen: 074109170
- Virtual International Authority File: 282159876
- WorldCat: E39PBJvRWRDfcvtjrWCj3jb8G3